# Ледниковый период

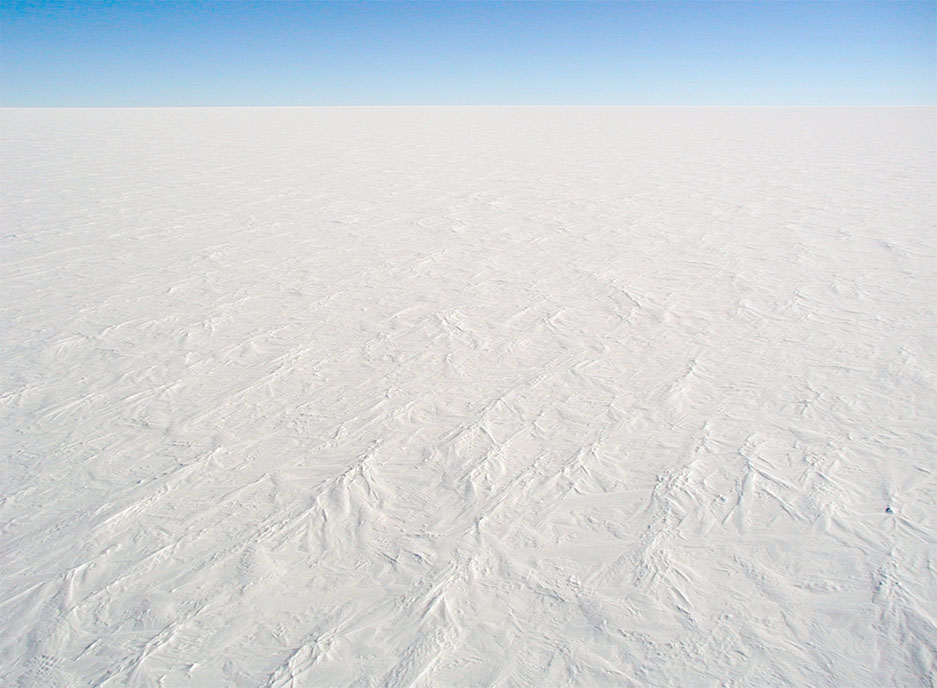
Ледниковый покров Антарктиды. Так могла выглядеть поверхность Земли в Северной Америке или Северной Европе в ледниковые эпохи ледникового периода.

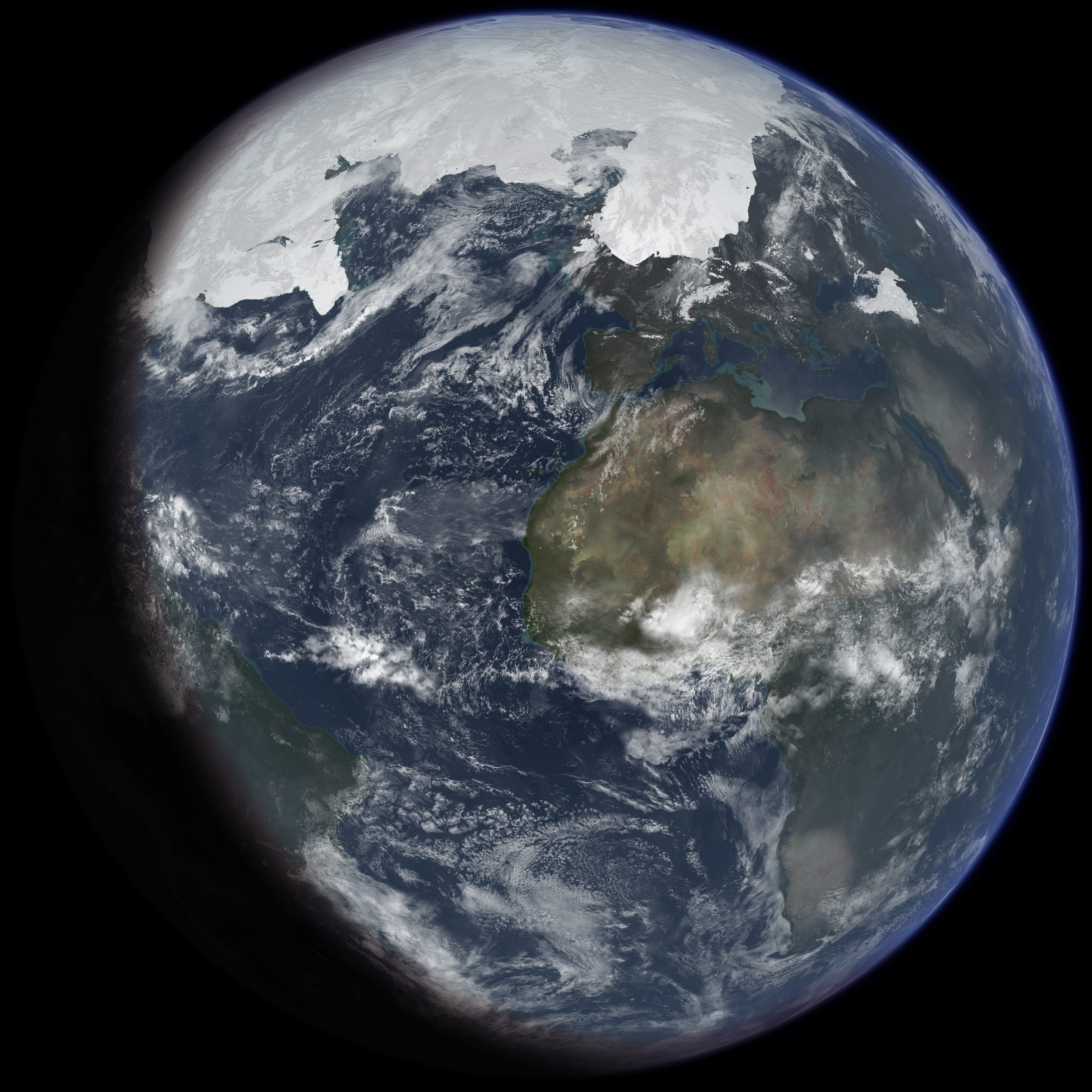
Так могла выглядеть Земля во время Ледникового периода.

Ледниковый период (Древнее оледенение) — период общего похолодания климата, продолжительностью несколько миллионов лет, с неоднократными резкими разрастаниями оледенения материков и океанов (ледниковые эпохи и межледниковья). В истории Земли они распределялись неравномерно, группируясь в ледниковые эры длительностью от многих десятков до 200 миллионов лет.
Обобщённый термин явления в геологической истории Земли, во время которого наблюдалось общее относительное похолодание климата и возникновение значительного разрастания материковых ледниковых покровов. Ледниковый период — совокупность ледниковых эпох. Ледниковые эпохи чередуются с относительными потеплениями — эпохами сокращения оледенения (межледниковьями).
Нынешний ледниковый период, названный позднекайнозойским оледенением, длится последние 34 млн лет. Начавшееся 12 тысяч лет назад после последней ледниковой эпохи межледниковье, голоцен, является частью четвертичного периода (в котором началось и продолжается четвертичное оледенение), а тот в свою очередь входит в наступившую 66 млн лет назад кайнозойскую эру.

## Появление теории об оледенении
Понятия о моренах и эрратических камнях были введены в науку швейцарским исследователем альпийских ледников О.Б. Соссюром, но их образование Соссюр связывал с всемирным потопом. Ч. Ляйель и Р. Мурчисон считали, что эрратические камни принесены плавающими льдами. Эта точка зрения отстаивалась также Д.И. Соколовым в «Курсе геогнозии» (1839).

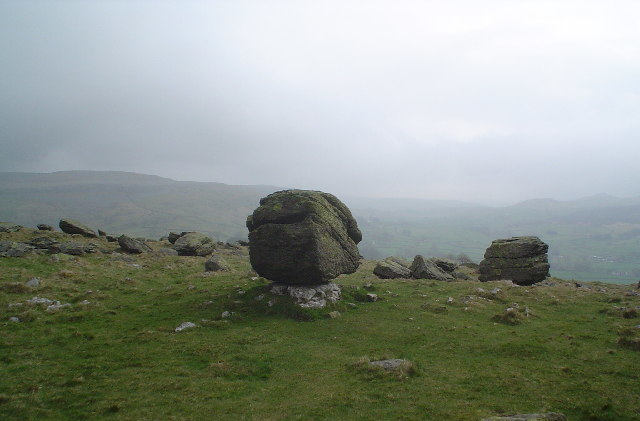
Поле ледниковой эрратики в Великобритании

Первые догадки о том, что ледники в древности выходили за пределы Альп, высказывал Ж. Шарпантье. Ледниковую теорию развил Л. Агассис, который в 1837 году опубликовал статью «Теория ледников».
Ледниковую теорию в принципе разделял Г.Е. Щуровский. В 1841 году он писал о спорах вокруг ледяных эпох Агассиса. Через 15 лет он опубликовал статью, в которой изложил идеи о ледниковом периоде, о границах распространения валунов в Европейской России, о возможности их переноса покровными ледниками, но он допускал и участие в этом процессе морских льдов. О том, что некогда северо-западная часть России находилась под ледяным покровом, писал и Г. П. Гельмерсен.
П. А. Кропоткин был первым, кто указал на следы широкого развития оледенения в Сибири. В 1866 году Кропоткин посетил Ленские золотые прииски, где впервые увидел следы древнего оледенения в горах Сибири.
В 1872 году для проверки ледниковой гипотезы он совершил экспедицию в Финляндию и Швецию, где всесторонне изучил ледниковые образования. Его отчёт и выводы легли в основу современных представлений о ледниковом периоде и его геологической роли.
П. А. Кропоткин так коротко описал это:

«…когда я всматривался в холмы и озёра Финляндии, у меня зарождались новые, величественные обобщения. Я видел, как в отдалённом прошлом, на заре человечества, в северных архипелагах, на Скандинавском полуострове и в Финляндии скоплялись льды. Они покрыли всю Северную Европу и медленно расползлись до её центра. Жизнь тогда исчезла в этой части северного полушария и, жалкая, неверная, отступала всё дальше и дальше на юг перед мертвящим дыханьем громадных ледяных масс. Несчастный, слабый, тёмный дикарь с великим трудом поддерживал непрочное существование. Прошли многие тысячелетия, прежде чем началось таяние льдов, и наступил озёрный период. Бесчисленные озёра образовались тогда во впадинах; жалкая субполярная растительность начала робко показываться на безбрежных болотах, окружавших каждое озеро, и прошли ещё тысячелетия, прежде чем началось крайне медленное высыхание болот и растительность стала надвигаться с юга. Теперь мы в периоде быстрого высыхания, сопровождаемого образованием степей, и человеку нужно найти способ, каким образом остановить это угрожающее Юго-Восточной Европе высыхание, жертвой которого уже пала Центральная Азия.

В это время вера в ледяной покров, достигавший до Центральной Европы, считалась непозволительной ересью, но перед моими глазами возникала величественная картина, и мне хотелось передать её в мельчайших подробностях, как я её представлял себе. Мне хотелось разработать теорию о ледниковом периоде, которая могла бы дать ключ для понимания современного распространения флоры и фауны, и открыть новые горизонты для геологии и физической географии».

## Ледниковые эры в истории Земли
Периоды похолодания климата, которые сопровождаются формированием континентальных ледниковых покровов, являются повторяющимися событиями в истории Земли. Интервалы холодного климата, в течение которых образуются обширные материковые ледниковые покровы и отложения длительностью в сотни миллионов лет, именуются ледниковыми эрами; в ледниковых эрах выделяются ледниковые периоды длительностью в десятки миллионов лет, которые, в свою очередь, состоят из ледниковых эпох — оледенений (гляциалов), чередующихся с межледниковьями (интергляциалами).
В истории Земли известны следующие ледниковые эры:
- Канадская ледниковая эра — 2,5—2,2 млрд лет назад, в начале ранней, палеопротерозойской части протерозойской геологической эры.
- Африканская ледниковая эра — 900—590 млн лет назад, в Позднепротерозойской части протерозойской геологической эры (см. Криогений).
- Гондванская ледниковая эра — 380—240 млн лет назад, во время Палеозойской геологической эры.
- Лавразийская ледниковая эра — 20—30 млн лет назад — настоящее время, в конце Кайнозойской геологической эры.

### Кайнозойская ледниковая эра

Колебания температуры (синий), содержания CO_{2} (зелёный) и пыли (красный) за последние 400 000 лет по данным анализа керна льда со станции Восток в Антарктиде.

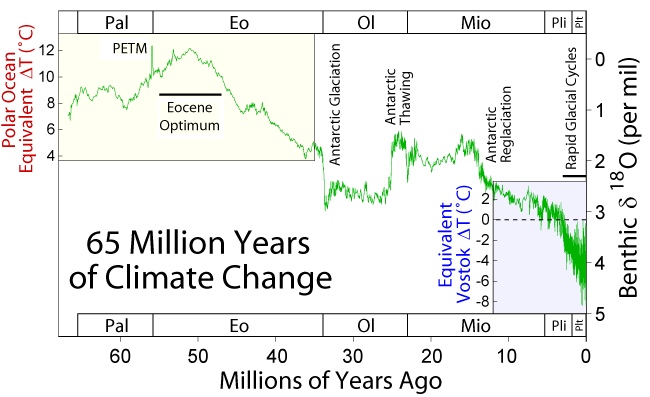
Климатическая кривая за последние 65 млн лет.
•34 млн лет назад — зарождение Антарктического ледникового покрова
•25 млн лет назад — его сокращение
•13 млн лет назад — его повторное разрастание
•около 3 млн лет назад — начало позднекайнозойского ледникового периода, многократное появление и исчезновение ледниковых покровов в полярных областях Земли

Кайнозойская ледниковая эра (30-20 млн лет назад — настоящее время) — последняя на данный момент ледниковая эра. Предполагается, что Кайнозойская ледниковая эра может являться следствием похолодания, вызванного образованием пролива Дрейка примерно 37 млн. лет назад.
Настоящий геологический период — голоцен, начавшийся ≈ 12 000 лет назад, характеризуется как относительно тёплый промежуток после плейстоценового ледникового периода. Часто квалифицируется как межледниковье. Ледниковые покровы существуют в высоких широтах северного (Гренландия) и южного (Антарктида) полушарий; при этом в северном полушарии покровное оледенение Гренландии простирается на юг до 60° северной широты (то есть, до широты Санкт-Петербурга), морские льды — до 46—43° северной широты (то есть до широты Крыма), а вечной мерзлоты до 52—47° северной широты.
В южном полушарии континентальная часть Антарктиды покрыта ледниковым щитом толщиной 2500—2800 м (до 4800 м в некоторых районах Восточной Антарктиды), при этом шельфовые ледники составляют ≈10 % от площади континента, возвышающейся над уровнем моря.
В кайнозойской ледниковой эре наиболее сильным является плейстоценовый ледниковый период: понижение температуры привело к оледенению Северного Ледовитого океана и северных областей Атлантики и Тихого океана, при этом граница оледенения проходила на 1500—1700 км южнее современной.
Последняя ледниковая эпоха закончилась около 12 тыс. лет назад (подробнее см. поздний дриас и аллерёдское потепление).
Хронология кайнозойских оледенений
Возраст изотопных стадий 18O шкалы Шеклтона рассчитан благодаря присутствию в керне Вема V28-238 на глубине 1200 см границы палеомагнитных эпох Матуяма/Брюнес (700 000 лет назад). Поскольку ныне возраст рубежа Матуяма/Брюнес оценивается в 730000 лет, даты Шеклтона пересчитаны сообразно глубинам соответствующих стадий (Минусы — холодные стадиалы, плюсы — тёплые интерстадиалы).

### Палеозойская ледниковая эра
Её начало (460—230 млн лет назад) связывают с распространением первых наземных растений.
Позднеордовикский-раннесилурийский ледниковый период (460—420 млн лет назад)
Ледниковые отложения этого времени распространены в Африке, Южной Америке, восточной части Северной Америки и Западной Европе.
Пик оледенения характеризуется образованием обширного ледникового щита на большей части северной (включая Аравию) и западной Африки, при этом толщина сахарского ледового щита оценивается до 3 км.
Позднедевонский ледниковый период
Ледниковые отложения позднедевонского ледникового периода (370—355 млн лет назад) обнаружены на территории Бразилии, аналогичные моренные отложения — в Африке (Нигер). Ледниковая область простиралась от современных устья Амазонки к восточному побережью Бразилии.
Каменноугольно-пермский ледниковый период.
Ледниковые отложения этого (350—230 млн лет назад) времени обнаружены в Африке, Южной Америке, Аравии, Индии и Австралии. В то время эти континенты представляли собой единый материк – Гондвану. К концу пермского периода климат стал теплее, и палеозойская ледниковая эра закончилась.

### Позднепротерозойская ледниковая эра
В стратиграфии позднего протерозоя выделяется лапландский ледниковый горизонт (670—630 млн лет назад), обнаруженный в Европе, Азии, Западной Африке, Гренландии и Австралии. Палеоклиматическая реконструкция позднепротерозойской ледниковой эры вообще и лапландского периода в частности затруднена недостаточностью данных о дрейфе, форме и положении континентов в это время, однако с учётом расположения моренных отложений Гренландии, Шотландии и Нормандии предполагается, что Европейский и Африканский ледовые щиты этого периода временами сливались в единый щит.

## Причины оледенений

Изменения температуры за последние 5 миллионов лет. Заметно похолодание четвертичного периода (начался около 2,6 миллиона лет тому назад) и смена частоты оледенений.

В науке существуют различные теории о причинах оледенений:
- Замечено, что все великие оледенения совпадали с крупнейшими горообразовательными эпохами, когда рельеф земной поверхности был наиболее контрастным и площадь морей уменьшалась. В этих условиях колебания климата стали более резкими. Однако средние высоты гор сейчас не меньше, а может быть, даже больше тех, какие были во время оледенений, тем не менее сейчас площадь ледников относительно невелика[18];
- Изучение современной и древней вулканической деятельности позволило вулканологу И. В. Мелекесцеву связать оледенения с увеличением интенсивности вулканизма. До настоящего времени большинством исследователей роль вулканизма в проявлении оледенений преуменьшалась. Однако не следует и преувеличивать значение этого фактора. Хорошо известно, что в позднемеловую эпоху и в палеогене не существовало сколько-нибудь значительных ледников, хотя в то время были сформированы колоссальные покровы из вулканического материала вокруг Тихого океана[18];
- Некоторые гипотезы предполагали периодические изменения светимости Солнца, однако по мере развития астрофизики от них пришлось отказаться: ни теоретические расчёты, ни результаты наблюдений не давали оснований для таких предположений. Американский физик Роберт Эрлих создал компьютерную модель поведения солнечной плазмы на основе гипотезы венгерского теоретика Аттилы Грандпьера[англ.], предположившего существование внутри Солнца «резонансных диффузионных волн» своеобразного механизма самоусиления флуктуации, приводящего к заметным изменениям температуры плазмы, а, следовательно, и светимости Солнца. В модели Эрлиха получалось, что такие колебания имеют выраженную периодичность, хорошо совпадающую с периодичностью наступления-отступления ледников[19];
- Существует гипотеза о связи эпохи похолоданий с прохождением Солнечной системы через газо-пылевые сгущения, тем самым приводящем к косвенному понижению светимости Солнца относительно Земли[источник не указан 1781 день].
- Ещё в XIX веке Луи Агассис, Альфонс Жозеф Адемар, Джеймс Кролл[англ.] и другие выдвигали идеи о том, что изменение параметров орбиты Земли и оси её вращения может приводить к изменению количества тепла Солнца, которое поступает на поверхность Земли на разных её широтах. К концу XIX века развитие небесной механики позволило рассчитать изменения орбитальных и вращательных характеристик Земли, и в начале XX века Милутин Миланкович завершил создание астрономической теории ледниковых периодов (циклы Миланковича)[19][20];
- Существует гипотеза, согласно которой наступление ледника вызывается не похолоданием, а потеплением глобального климата. Модель, предложенная в 1956 году американскими геофизиками Морисом Юингом и Уильямом Донном, предусматривает, что время роста ледников — это время максимального прогрева Северного Ледовитого океана. Освобождаясь ото льдов, он начинает испарять огромное количество воды, основная часть которой выпадает в виде снега на приполярные области суши. Из этого снега и рождается ледник. Но, высасывая влагу из Мирового океана, ледник понижает его уровень, что в конце концов приводит к тому, что Гольфстрим уже не может прорваться из Атлантики в полярные моря. В результате этого Северный Ледовитый океан в какой-то момент покрывается сплошными, нетающими льдами, после чего ледник начинает сжиматься, поскольку замёрзший океан уже не питает его снегом. По мере таяния (точнее, сублимации, сухого испарения) ледника уровень Мирового океана повышается, Гольфстрим проникает в Арктику, полярные воды освобождаются ото льда, и цикл начинается сначала[19].
- Предполагается, что уменьшение Берингова пролива 900 тыс. лет назад могло стать одной из причин увеличения продолжительности ледниковых периодов[21].

Вероятно, что оледенения вызывались совокупностью вышеперечисленных факторов.